# Costa Fortuna
El Costa Fortuna es un crucero de la clase Destiny operado por Costa Cruceros construido en 2003 con el mismo diseño base que la clase Destiny de Carnival Cruise Lines. Su interior se diseñó con inspiración en los antiguos barcos de vapor italianos. De hecho, destaca su atrio principal, donde en el techo se encuentran, instaladas boca abajo, maquetas a escala de 26 buques de la flota de Costa (entre ellos el propio Fortuna), muchos de ellos ya retirados del servicio.
El Fortuna tiene una velocidad máxima de 20 nudos y capacidad para 2720 pasajeros distribuidos en 13 cubiertas. Es hermano del Costa Magica.
Vendido a la naviera Margaritaville At Sea, que ya opera dos antiguos buques de Costa, el Fortuna entrará en servicio con Margaritaville a finales de 2026, reformado y con el nombre Margaritaville at Sea Beachcomber.